# حبیب‌الله القانیان
حبیب‌الله اِلقانیان (۲۳ فروردین ۱۲۹۱ – ۱۹ اردیبهشت ۱۳۵۸) معروف به حاج حبیب القانیان، رئیس انجمن کلیمیان تهران، کارآفرین و سرمایه‌دار بزرگ ایرانی و از اعضای  اتاق بازرگانی تهران بود. او نخستین بنیان‌گذار شرکت‌های پلاستیک سازی پلاسکو و صنایع پروفیل آلومینیم در ایران بود. از او به عنوان یک خیر نیز نام می‌برند. القانیان اولین تاجر یهودی بود که به اتاق بازرگانی، صنایع، معادن و کشاورزی ایران راه یافت وی یکی از نخستین غیر نظامیان و نخستین یهودی اعدامی پس از انقلاب ۱۳۵۷ ایران بود. وی در روز ۲۷ بهمن ۱۳۵۷ در تهران بازداشت شد و در بهار ۱۳۵۸ پس از دادگاهی که در بیست دقیقه برگزار شد، در زندان قصر، توسط صادق خلخالی اعدام شد. تمام اموال و کارخانه‌های او و خانواده‌اش نیز در جریان مصادره‌ها، به نفع بنیاد مستضعفان مصادره شد. اعدام القانیان در مهاجرتِ گستردهٔ یهودیان ایران تأثیر بسیار زیادی داشت.

## تولد و خانواده

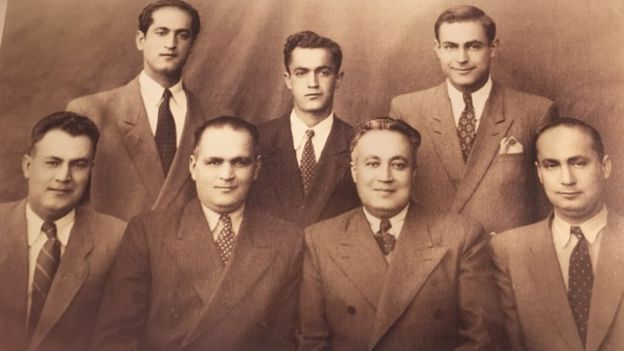
خانواده القانیان. از چپ به راست: نجات‌الله، عطاءالله، صیون، حبیب، داود، جان و نصرالله. تاریخ عکس احتمالاً ۱۳۳۰ خورشیدی

او در روز ۲۳ فروردین سال ۱۲۹۱ خورشیدی در محله عودلاجان تهران به دنیا آمد. خانواده القانیان هشت فرزند (هفت پسر و یک دختر) داشتند. پدر حبیب‌الله، بابائی نام داشت که پیشه خیاطی داشت. مادرش مشهور به خانم‌جان، دختر حاج ساقی بود. حاج ساقی مغازه عطاری در محله یهودیان تهران داشت. او به مدرسه اتحاد جهانی آلیانس رفت. در این مدرسه دو زبان فارسی و فرانسوی را تدریس می‌کردند. به نظر می‌رسد او در سن پانزده سالگی، مدرسه را رها کرد و در هتل «گیلانِ نو» که متعلق به دایی خود بود، مشغول به کار شد. بعد از اتمام دوران خدمت سربازی، به سال ۱۹۳۶ میلادی با دختردایی خود، ماه‌سلطان ملقب به نیکخواه ازدواج کرد. حاصل این ازدواج، سه پسر به نام‌های کارمل، سینا و فریدون و یک دختر به نام مهناز بود.
خانواده القانیان شامل هفت برادر به نام‌های نجات‌الله، عطاءالله، صیون، حبیب، داود، جان و نصرالله بود. این خانواده به مدت سی سال پیشگام نوآوری‌های تجاری و صنعتی در ایران بودند و در این دوره ده‌ها کارخانه و مرکز خرید مدرن را تأسیس کردند. دو نفر از آن‌ها (جان و نورالله) همیشه ساکن نیویورک و پنج برادر ساکن تهران بودند. در سال‌های نخست فعالیت، بیشتر تصمیم‌های تجاری را چهار برادر بزرگتر می‌گرفتند و در نتیجه سهم بیشتری از سه برادر جوانتر داشتند که هنوز مشغول تحصیل بودند.

### سرانجام اعضای خانواده
- جان القانیان همیشه در نیویورک زندگی می‌کرد و در همان شهر درگذشت.
- داود القانیان که در تهران زندگی می‌کرد و پس از انقلاب به لندن نقل مکان کرد و در همان شهر درگذشت.
- نورالله القانیان که همیشه در نیویورک زندگی کرد و همان‌جا درگذشت.
- حبیب‌الله القانیان که در ایران زندگی می‌کرد و کمی بعد از انقلاب اعدام شد.
- نجات‌الله القانیان که در تهران زندگی می‌کرد و پس از انقلاب به لس آنجلس نقل مکان کرد و در همان‌جا درگذشت.
- صیون القانیان که در تهران زندگی می‌کرد و پس از انقلاب به لس‌آنجلس نقل مکان کرد و اکنون در همان شهر زندگی می‌کند.
- عطاالله القانیان که در تهران زندگی می‌کرد و بعد از انقلاب به لس‌آنجلس نقل مکان کرد و اکنون در همان شهر زندگی می‌کند.
- هانری القانیان برادرزاده حبیب القانیان، که اندکی پیش از انقلاب به آمریکا رفت، در همان‌جا ماندگار شده و به یک کارآفرین موفق در زمینه املاک تبدیل شد.
- شمس الدین القانیان فرزند داوود القانیان یک سال بعد از انقلاب به فلوریدا رفت و در آنجا ساکن شد
- کاژور کارن مهسا الیاس القانیان اخیرا در کشور ترکیه و آلمان مشغول به امور رسیدگی به وضعیت پناهندگان هستند

## فعالیت‌های بازرگانی القانیان

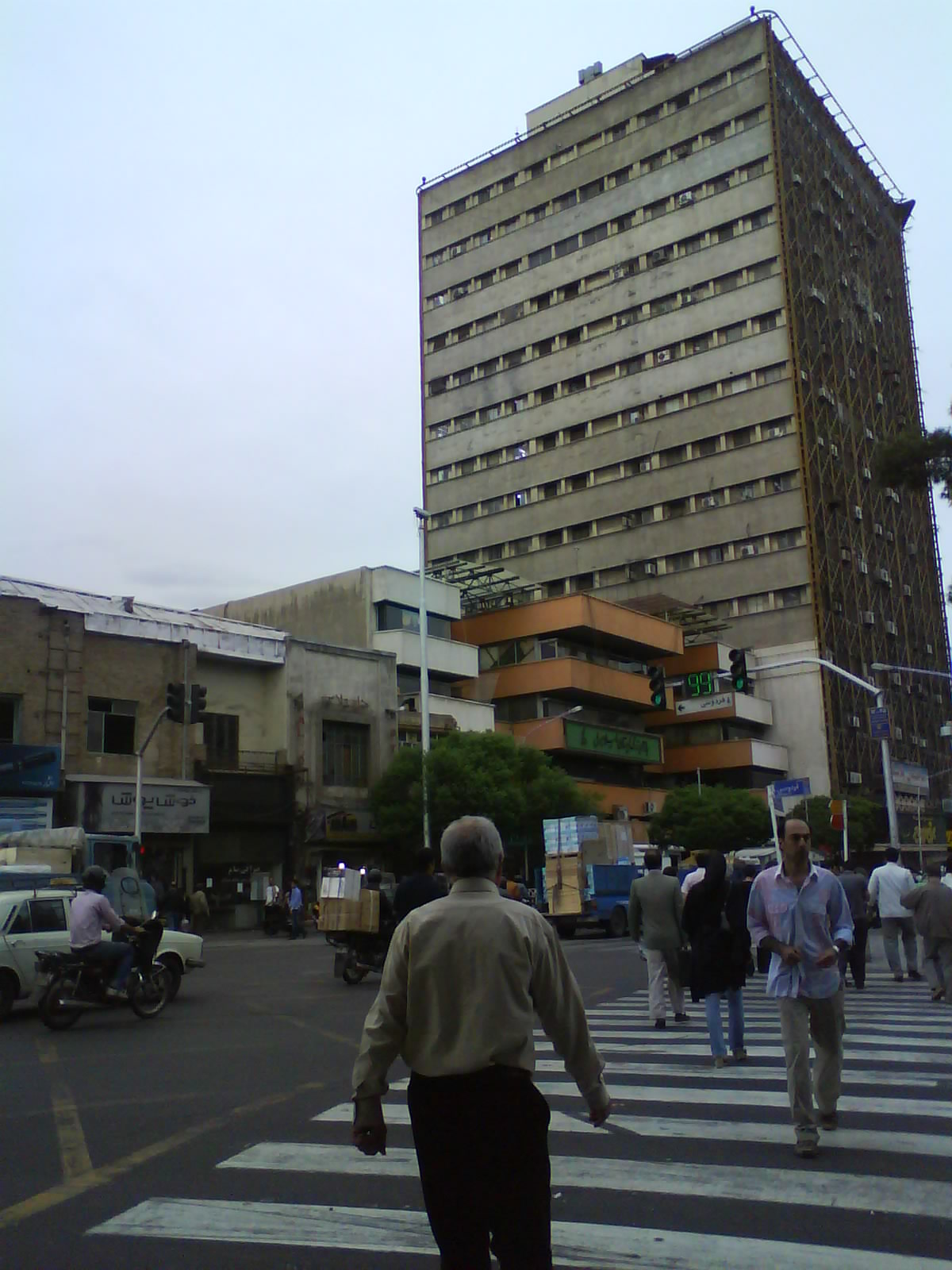
ساختمان پلاسکو در تهران، از اموال القانیان

وی کار کردن را از سن پانزده سالگی در هتل یکی از اقوامش شروع کرد؛ پس از مدتی همراه با برادرانش در بازار به تجارت پرداخت. در سال ۱۹۳۶، حجره ای (دفتر تجاری) در سرای حاج محمد اسماعیل بازار تهران داشت و کالاهایی از قبیل ساعت و کلاه زنانه وارد می‌کرد. در ۱۹۳۶ او و برادرانش یک شرکت به نام (شرکت سهامی القا) تشکیل دادند که در ابتدا کالاهایی از سوئیس و سپس از آمریکا وارد می‌کردند. برادرش جان، سال ۱۹۴۳ به برادر دومش نورالله (که بعد از جنگ جهانی دوم به آمریکا مهاجرت کرده بود) پیوست. حاج حبیب و برادرانش مانند بسیاری از تاجران زمانه خود، کالاهای گوناگونی شامل ساعت، منسوجات، ماشین ظرفشویی، ظروف آشپزخانه، کریستال، رادیو و ماشین خیاطی وارد می‌کردند که در بازار تقاضای بسیاری داشت.
او بعدها توانست اولین کارخانه صنایع پلاستیک‌سازی ایران را تأسیس کند. او در مشاغل گوناگون از برج سازی تا لوازم خانگی سرمایه‌گذاری‌های کلانی داشت.
گفته می‌شود که خانواده اِلقانیان پس از جنگ جهانی دوم، با امتیازی که برای فروش لباس نیروهای متفقین به‌دست آوردند، به ثروت قابل توجهی دست یافتند.
القانیان در سال ۱۳۳۷ شرکت پلاستیک‌سازی پلاسکو و صنایع پروفیل آلومینیوم را در تهران تأسیس کرد و به تدریج پلاسکو را به بزرگ‌ترین و پیشرفته‌ترین شرکت پلاستیک ایران تبدیل کرد. این موفقیت‌های تجاری و اقتصادی باعث شهرت وی در ایران و اسرائیل گردیده بود.
ساختمان پلاسکو واقع در چهارراه استانبول و ساختمان آلومینیوم واقع در خیابان جمهوری که نخستین برج‌های ایران بودند، بخشی از اموال وی قبل از مصادره توسط جمهوری اسلامی بود. ساختمان پلاسکو در روز پنج‌شنبه ۳۰ دی ۱۳۹۵ پس از ۵۴ سال از زمان ساخت بر اثر آتش‌سوزی فرو ریخت و ۵۹۰ واحد تجاری در آن نابود شد. ساختمان پلاسکو که بعد از ۳٫۵ ساعت همچنان در آتش می‌سوخت، در حالی فرو ریخت که هنوز تعداد زیادی آتش‌نشان در حال مهار آتش‌سوزی، در بیرون و داخل ساختمان بودند.
در سال‌های دهه ۱۹۷۰ وی و گروه دیگری از اعضای اتاق بازرگانی، صنایع، معادن و کشاورزی ایران به چین دعوت شدند و زمینه‌های گسترش روابط بازرگانی میان دو کشور را فراهم کردند.
برج شیمشون، ساختمان بورس الماس اسرائیل در شمال تل‌آویو را هم القانیان ساخته‌است.

## دستگیری

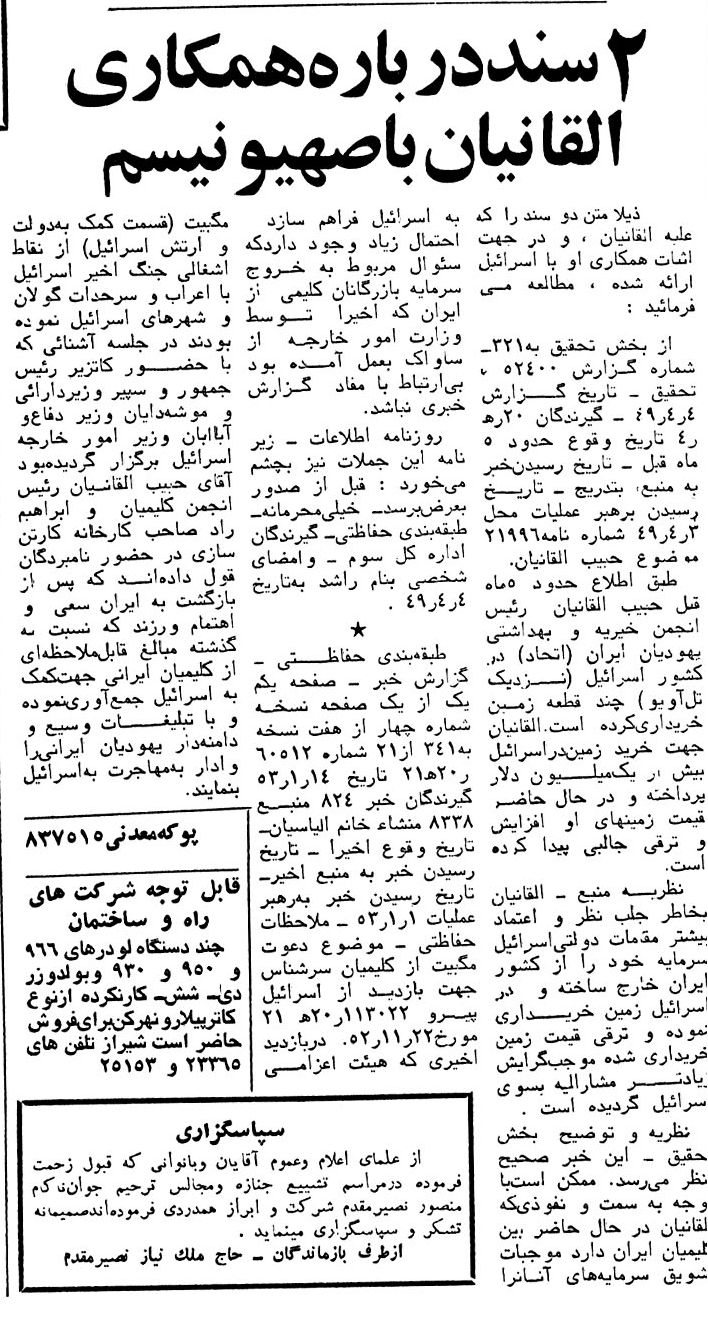
گزارش محاکمه حبیب‌الله القانیان در روزنامه اطلاعات

حدود دو هفته پیش از پیروزی انقلاب ۱۳۵۷، القانیان از آمریکا به ایران برگشت و در جلسه تشکل آن‌ها شرکت کرد. در روز ۲۷ بهمن ۱۳۵۷ دولت جدید او را دستگیر کرده و به زندان قصر فرستاد.

## محاکمه

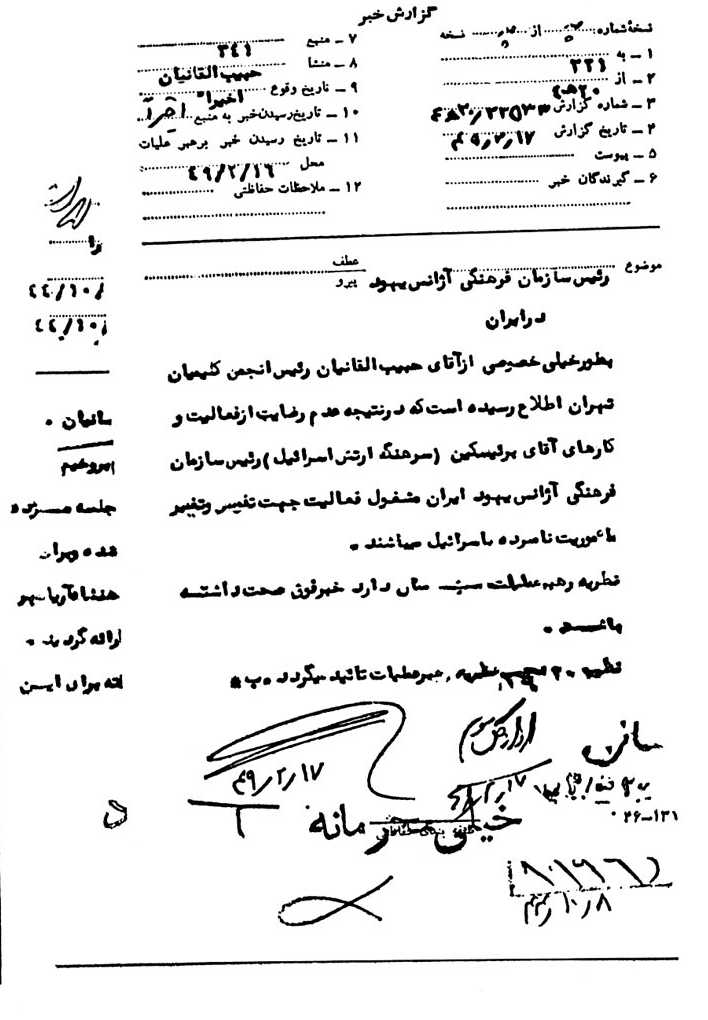
گزارش ساواک در مورد القانیان

### اسناد
در دادگاه به اسنادی اشاره شد که ساواک پیرامون ارتباط وی و بسیاری دیگر از سران یهودیان ایران با اسرائیل داشته و به سرمایه‌گذاری‌های گسترده در آنجا پرداخته بودند. در یکی از اسناد ساواک دربارهٔ سرمایه‌گذاری وی در اسرائیل به تاریخ هفتم اردیبهشت ۲۵۳۵ (۱۳۵۵) تحت عنوان «برادران القانیان» آمده‌است: «آقای حبیب القانیان رئیس انجمن کلیمیان تهران و سرمایه‌دار معروف یهودی در حال حاضر مشغول احداث ساختمان بزرگ چندین طبقه در بین راه هرتزلیا و تل‌آویو در اسرائیل است. بلندی این ساختمان سه برابر بلندی ساختمان آلومینیوم یا پلاسکو است.»
و در گزارش مورخ ۲۹ دی ۲۵۳۵ (۱۳۵۵) می‌خوانیم: «داود القانیان برادر حبیب سرمایه‌دار معروف کلیمی در حال حاضر در بین راه تل‌آویو و تیکوا ۱۲ کیلومتری محل بورس جواهرات اسرائیل مشغول احداث ساختمان ۳۳ طبقه می‌باشد که عن‌قریب آماده بهره‌برداری است.»

### دفاعیات
وی در دفاعیات خود گفت «اینجانب حبیب القانیان، افتخار می‌کنم کلیمی ایرانی هستم… تا به حال هیچ گونه کمک یا اعانه به نفع اسرائیل نداده و نخواهم داد. من موافق کشتار مردم فلسطین نیستم… افتخار می‌کنم دارای سهمی از کارخانجات پلاسکو، ملامین، پلاستیک شمال، لوله شمال و کارخانه یخچال جنرال الکتریک و پروفیل آلومینیوم می‌باشم.» وی همچنین تأکید کرد هیچ دارایی به نام او در اسراییل وجود ندارد. او در وصیت‌نامه‌اش از وراثش درخواست کرد که به حساب‌هایش رسیدگی کنند و بدهکاری‌هایش را به افراد مربوط پرداخت کنند و حقوق عقب افتاده کارمندانش را به آنان بدهند. او ضمن خداحافظی از خانواده‌اش از آن‌ها خواست که یک سال برایش دعا کنند.

### تلاش برای آزادی

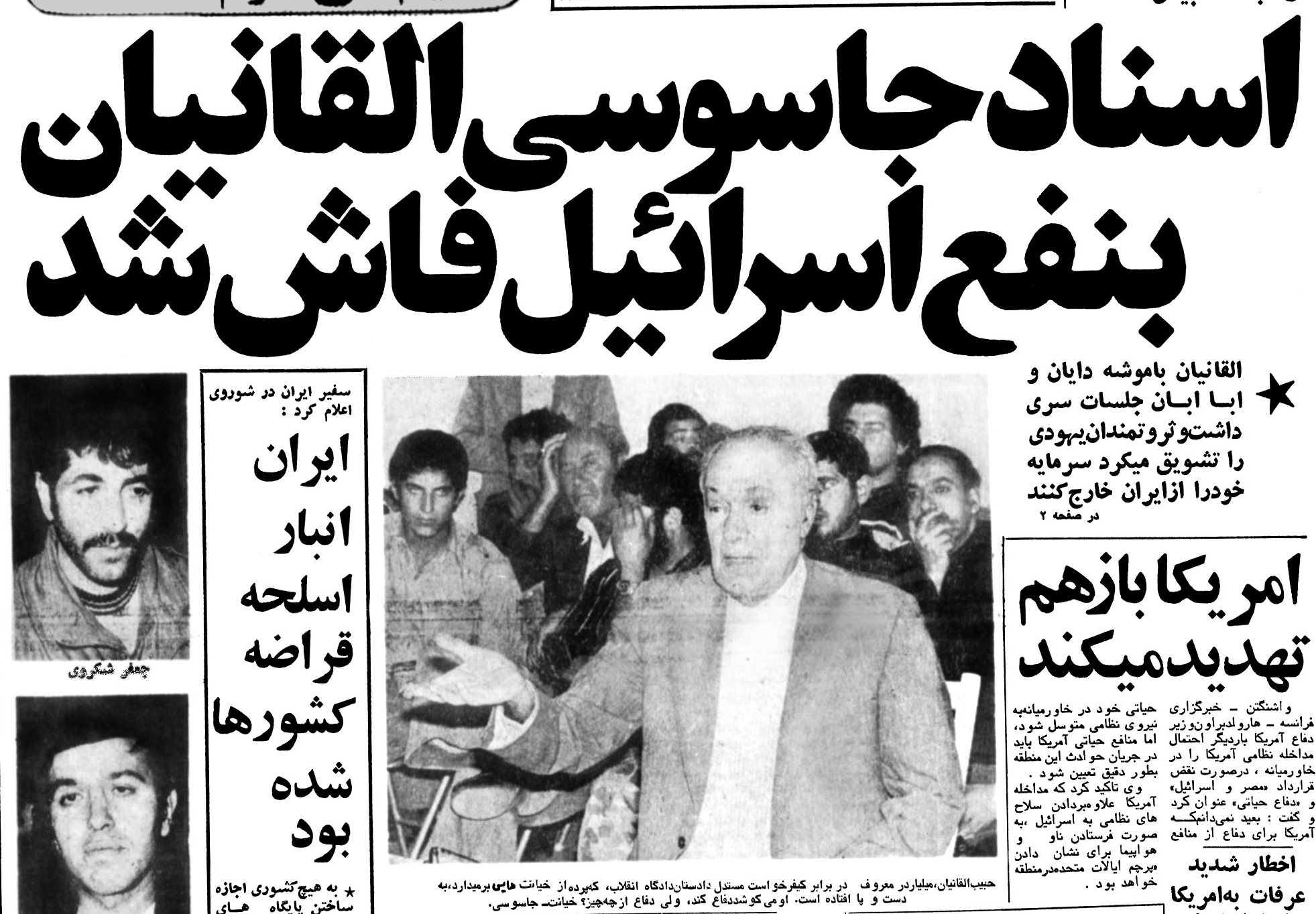
تصویر القالنیان در دادگاه خلخالی در روزنامه اطلاعات

خاخامهای ارشد و فعالان یهودی برای نجات القانیان از سید محمود طالقانی نامه‌ای می‌گیرند مبنی بر اینکه پیرمرد ۷۰ ساله فردی خیر بوده و خدمات زیادی به جامعه کرده‌است، اما راه به جایی نمی‌برند. سپس هانی الحسن، نماینده سازمان آزادی‌بخش فلسطین در تهران و چهره‌های روحانی مانند حسینعلی منتظری، سید محمد بهشتی و محمدرضا مهدوی کنی را واسطه می‌کنند. آن‌ها مطمئن بودند که القانیان اعدام نخواهد شد.

### اعدام
صادق خلخالی محاکمه حبیب‌الله القانیان و هفت نفر دیگر را در سه‌شنبه شب (۱۹ اردیبهشت ۱۳۵۸) در زندان قصر برگزار کرد. در این دادگاه ۲۰ دقیقه‌ای، بنا به حکم دادگاه، نامبرده محکوم به اعدام گردید و در بامداد چهارشنبه ۲۰ اردیبهشت تیرباران شد. وی در دادگاه از داشتن وکیل محروم بود. در زندان او از سوی صادق خلخالی به جرایم «جاسوسی به نفع دولت غاصب صهیونستی اسرائیل» و «معاونت در کشتار بی‌رحمانه هرروزه مردم مبارز فلسطینی» به «دوستی با دشمنان خدا و دشمنی با دوست خدا»، «فساد در زمین»، «محاربه با خدا و رسول خدا و نائب امام زمان و تمام مردم محروم» و «سد راه خدا و سد راه بهروزی تمام خلق‌های مستضعف جهان» محاکمه و به حکم صادق خلخالی محکوم به اعدام شد.

### خاکسپاری
به گفته خاخام یدیدیا شوفط مقامات نخست درخواست خویشان القانیان برای تحویل جسد وی را برای خاکسپاری رد کردند. با میانجی‌گری خاخام یدیدیا شوفط و سایر رهبران جامعه کلیمی تهران دولت اجازه دفن وی را در انتها داد.

### واکنش آمریکا
به فاصله یک روز بعد از تیرباران القانیان، برای اولین‌بار زمزمه تحریم اقتصادی ایران در صحن مجلس نمایندگان ایالات متحده آمریکا شنیده شد. کاخ سفید و کنگره مدت‌ها به اعدام‌های اوایل انقلاب واکنشی نشان نداده بودند، اما اعدام القانیان اتهام یهودستیزی را برای حاکمان جدید ایران وارد کرد. به فاصله یک روز، پیش‌نویس نخستین قطعنامه حقوق بشری علیه جمهوری اسلامی در مجلس نمایندگان آمریکا تهیه شد.
هشت روز بعد، مجلس سنای ایالات متحده آمریکا دولت کارتر را غافلگیر کرد و اولین قطعنامه حقوق بشری علیه حکومت ایران را به تصویب رساند. آن قطعنامه کوتاه و نمادین برای کاخ سفید جنبه الزام‌آور نداشت، اما چنان به احساسات ضدآمریکایی در ایران دامن زد که به لغو برنامه سفر قریب‌الوقوع سفیر جدید آمریکا (واتلر کاتلر) به تهران منجر شد.

### واکنش ایران به اقدام آمریکا
سید روح‌الله خمینی دو روز بعد از اقدام سنا به گروهی از عشایر استان لرستان و خرم‌آباد که برای دیدار با وی به قم سفر کرده بودند، گفت: 
«... گفته بودند چنانچه اگر این اعدام‌ها ادامه پیدا کند، در روابط ایران با آمریکا یک قدری خطر می‌افتد. الهی که خطر بیفتد. ما روابط با آمریکا را می‌خواهیم چه بکنیم؟ روابط ما با آمریکا روابط یک مظلوم با ظالم است. روابط یک غارت شده با یک غارتگر است. ما می‌خواهیم چه کنیم؟ آنها میل دارند که با ما رابطه داشته باشند. آنها احتیاج دارند که با ما رابطه داشته باشند. ما چه احتیاجی به آمریکا داریم. اینها فکر نمی‌کنند که در این دنیا یک معنویاتی موجود است. یک چیزی دیگری هم ما داریم…. این سناتوری که اعتراض کرده‌است به این اعدام اصلاً نمی‌تواند ادراک کند این معنا را که غیر این حیوانیت یک چیز دیگری هم در عالم است.»
در همان روز، دولت موقت ایران جلسهٔ اضطراری تشکیل داد و تحت فشار افکار عمومی و گروه‌های رادیکال، در یادداشت اعتراض‌آمیزی از سوی وزارت امور خارجه ایران، قطعنامهٔ سنا را دخالت آشکار در امور داخلی خود خواند و در روز جمعه (چهارم خرداد) تظاهراتی در جلوی سفارت ایالات متحده آمریکا در تهران برگزار کرد که در طیِ آن، تصاویر جیمی کارتر و مناخم بگین را آتش زدند.

## اموال
اموال او از جمله ساختمان پلاسکو و ساختمان آلومینیوم مصادره شده و در اختیار بنیاد مستضعفان انقلاب اسلامی قرار گرفتند.